# Comuna Șîlî, Zbaraj
Șîlî (în ucraineană Шили) este o comună în raionul Zbaraj, regiunea Ternopil, Ucraina, formată din satele Dibrova și Șîlî (reședința).

## Demografie
Componența lingvistică a comunei Șîlî
     Ucraineană (99,01%)
     Alte limbi (0,99%)
Conform recensământului din 2001, majoritatea populației comunei Șîlî era vorbitoare de ucraineană (99,01%), existând în minoritate și vorbitori de alte limbi.